# Certonotus rufipes
Certonotus rufipes är en stekelart som beskrevs av Cameron 1911. Certonotus rufipes ingår i släktet Certonotus och familjen brokparasitsteklar. Inga underarter finns listade i Catalogue of Life.